# 超人間要塞 ヒロシ戦記
『超人間要塞 ヒロシ戦記』（ちょうにんげんようさい ヒロシせんき、英語: SUPER HUMAN FORTRESS RECORD OF HIROSHI WAR）は、原作：大間九郎・作画：まつだこうたによる日本の漫画作品。『イブニング』（講談社）にて、2016年5号から2017年12号まで連載された。
2023年2月にNHK総合にてテレビドラマ化された。

## 登場人物

### スカベリア姫国
母星を失った国家。
緋炉詩（ヒロシ）
スカベリア姫国の国家を搭載した外生物擬態都市型宇宙要塞艦。地球人に国家の存在を知られないように人間に擬態しており、餃子屋でアルバイトをするごく普通の青年「ヒロシ」として生活している。
ハジメ・カイセル
第44代大統領。現職。
トオル・マキシム
「緋炉詩」の艦長。国家に動乱が起きたことで自ら全ての責任を取り、職を辞する。
アケミ・バルドー
「緋炉詩」の副艦長。トオルに代わって、「緋炉詩」を操縦することとなる。

### 地球人
しずか
女子大生。ヒロシのアルバイト仲間。ヒロシに好意を抱いており、自ら積極的にアプローチしていく。
スカベリアからは宇宙敵（スペースエネミー）とみなされている。

## 書誌情報
- 大間九郎（原作）・まつだこうた（作画） 『超人間要塞 ヒロシ戦記』 講談社〈イブニングKC〉、全4巻

1. 2016年7月22日発売[4][5]、ISBN 978-4-06-354627-9
2. 2016年10月21日発売[6][7]、ISBN 978-4-06-354639-2
3. 2017年2月23日発売[8][9]、ISBN 978-4-06-354658-3
4. 2017年6月23日発売[10][11]、ISBN 978-4-06-354676-7

## テレビドラマ
『超人間要塞ヒロシ戦記』と題し、2023年2月13日から3月16日まで、NHK総合の「夜ドラ」枠にて放送された。主演は高山一実。

### あらすじ（テレビドラマ）
餃子屋「餃子の女豹」でアルバイトをする青年・ヒロシは、実は母星を失った国家「スカベリア姫国」を搭載した人型要塞である。
「餃子の女豹」のオーナーの娘雅しずかは運命の人を探している。ヒロシは図書館で倒れてきた本棚の下敷きになるところだったしずかを助ける。ヒロシはそのまま立ち去るが、しずかは自分を助けたのがギョウザ係のヒロシであることを思い出す。
スカベリアの存続のために、ヒロシは目だたないように人間社会に溶け込まなければいけない。ヒロシが図書館にいたのは「TMオペレーション」によるものであった。TMオペレーションとは大家から提供されたツルムラサキの情報を入手する作戦である。そして。しずかがヒロシに助けられ笑顔を見せたとき艦内（つまりヒロシの体内）では今までに聞いたことのない異常音（ハイパークワイエットウェーブ）が発生していた。
次の日、店長の提案で午前シフトと夜シフト合同の飲み会が行われ、会場にしずかが現れる。しずかがヒロシに対面する席に座った時、再びハイパークワイエットウェーブが発生する。対処策を検討するためヒロシは一旦トイレ（個室）に移動する。会議で外生物関係性構築法に基づき恋愛状況が発生することを予防することが決定され、ヒロシがトイレから飲み会の会場に戻った時、空いているのはしずかの隣の席だけだった。
艦長はヒロシの声を機械発声から直接会話に切り替えてしずかの会話攻勢をしのぐ。飲み会の終了後、しずかとヒロシの2人は同じ帰り道になる。酔っ払いに絡まれ、しずかはヒロシの手を取って走り出す。港まで逃げて連絡先を交換した直後にヒロシはしずかに唇を奪われる。

### キャスト

#### 主要人物
アケミ・バルドー
演 - 高山一実
人型要塞戦艦・緋炉詩の副艦長・新艦長。
田中ヒロシ/超人間要塞・緋炉詩
演 - 豆原一成
母星を失った国家「スカベリア姫国」を搭載した人型要塞。
普段は餃子屋「餃子の女豹」でアルバイトをする青年・ヒロシとして生活している。
雅しずか
演 - 山之内すず
大学生。

#### スカベリア姫国

##### 緋炉詩の内部
実次郎・フォン・エリック
演 - 大東駿介
外部発言戦略管理局司令補。
姫
演 - ファーストサマーウイカ
スカベリア姫国のシンボル。
ハジメ・カイゼル
演 - 吹越満
同国の第44代大統領。
カズヒコ・バーハー
演 - 小木茂光
大蔵予算省大臣。
マサコ・オルバー
演 - しゅはまはるみ
エネルギー省大臣。
トウヤ・インビジブル
演 - 斎藤さらら
大統領府大統領第二秘書官。
ミミ・クロッシュ
演 - 福永朱梨
外生物研究員。

##### メインブリッジクルー
トオル・マキシム
演 - 斎藤工（幼少期：高木波瑠）
艦長。
ワク
演 - 川久保晴
操舵士・新副艦長。
アイ
演 - 日影舘まい
内環境オペレーター。
リョウ
演 - 広田亮平
外環境オペレーター。
オズ
演 - 西本銀二郎
新操舵士。
ユーマ
演 - 中山優輝
右腕操縦士。
ノラ
演 - 小野寺ずる
左腕操縦士。
コナ
演 - 小紫怜奈
右脚操縦士。
ミフネ
演 - 奥村知史
左脚操縦士。

#### 餃子の女豹
店長
演 - 金山一彦
ヒロシのバイト先の店長。
水木
演 - 重岡漠
バイト仲間。
祐樹
演 - 味方良介
バイト仲間。

#### 周辺人物
しずかのパパ
演 - 近藤芳正
「餃子の女豹」のオーナー。
みよ
演 - 山田愛奈
しずかの友達。

### スタッフ
- 原作 - まつだこうた、大間九郎『超人間要塞 ヒロシ戦記』[12]
- 脚本 - 熊本浩武[12]
- 音楽 - 未来古代楽団[12]
- 演出 - 田中陽児、土井祥平、佐藤玲衣[12]
- 制作統括 - 渡辺悟、西村武五郎[12]
- プロデューサー - 石村将太[12]
- 制作・著作 - NHK

### 放送日程
| 週    | 放送日  | 回 | サブタイトル       | 演出 |
| ----- | ------- | -- | ------------------ | ---- |
| 第1週 | 2月13日 | 1  | 運命の人           |      |
| 第1週 | 2月14日 | 2  | 図書館レシピ争奪戦 |      |
| 第1週 | 2月15日 | 3  | 開戦               |      |
| 第1週 | 2月16日 | 4  | さらば艦長         |      |
| 第2週 | 2月20日 | 5  | 初陣               |      |
| 第2週 | 2月21日 | 6  | ネバーギブアップ   |      |
| 第2週 | 2月22日 | 7  | 長い一日           |      |
| 第2週 | 2月23日 | 8  | お泊り攻防戦       |      |
| 第3週 | 2月27日 | 9  | UROBOROS           |      |
| 第3週 | 2月28日 | 10 | Dead or Alive      |      |
| 第3週 | 3月01日 | 11 | エリックの決意     |      |
| 第3週 | 3月02日 | 12 | 知り過ぎたイケメン |      |
| 第4週 | 3月06日 | 13 | 詮索               |      |
| 第4週 | 3月07日 | 14 | 第二次西公園の戦い |      |
| 第4週 | 3月08日 | 15 | 逆襲のバレンタイン |      |
| 第4週 | 3月09日 | 16 | 同盟宣言           |      |
| 第5週 | 3月13日 | 17 | ぬれぎぬ           |      |
| 第5週 | 3月14日 | 18 | 新たなステージ     |      |
| 第5週 | 3月15日 | 19 | 多大なる犠牲       |      |
| 第5週 | 3月16日 | 20 | 総意               |      |

| NHK総合 夜ドラ                                         | NHK総合 夜ドラ                                   | NHK総合 夜ドラ                            |
| 前番組                                                 | 番組名                                           | 次番組                                    |
| ------------------------------------------------------ | ------------------------------------------------ | ----------------------------------------- |
| ワタシってサバサバしてるから （2023年1月9日 - 2月9日） | 超人間要塞ヒロシ戦記 （2023年2月13日 - 3月16日） | おとなりに銀河 （2023年4月3日 - 5月25日） |